# Emili García
Emili García (* 11. Januar 1989 in Andorra la Vella) ist ein andorranischer Fußballspieler. 
Er spielte seit 2007 für den FC Andorra, der am spanischen Ligasystem teilnimmt. Für die Nationalmannschaft Andorras bestritt er 2008 sein erstes Länderspiel. Bislang kam er auf mehr als 50 Einsätze.